# Jezioro (województwo dolnośląskie)
Jezioro – osada w Polsce, położona w województwie dolnośląskim, w powiecie oleśnickim, w gminie Twardogóra.
Wchodzi w skład sołectwa Łazisko.
Do 2024 miejscowość była przysiółkiem wsi Łazisko. W latach 1975–1998 przysiółek należał administracyjnie do województwa wrocławskiego.

## Nazwa
Nazwa pochodzi od polskiej nazwy zbiornika wodnego jeziora. Heinrich Adamy swoim dziele o nazwach miejscowości na Śląsku wydanym w 1888 roku we Wrocławiu wymienia nazwę wsi zanotowaną jako Jezioro podając jej znaczenie "Seedorf" czyli "Wieś nad jeziorem".